# へき地教育振興法
へき地教育振興法（へきちきょういくしんこうほう、昭和29年6月1日法律第143号）は、へき地における教育水準の向上に関する日本の法律である。
教育の機会均等の趣旨に基き、かつ、へき地における教育の特殊事情にかんがみ、国および地方公共団体がへき地における教育を振興するために実施しなければならない諸施策を明らかにし、もってへき地における教育の水準の向上を図ることを目的としている。
「へき地学校」について、交通条件および自然的、経済的、文化的諸条件に恵まれない山間地、離島その他の地域に所在する公立の小学校、中学校および義務教育学校ならびに中等教育学校の前期課程ならびに学校給食法（昭和29年法律第160号）5条の2に規定する施設（共同調理場）と定義している。
市町村や都道府県や文部科学大臣についてそれぞれの任務について、文部科学省令で定める基準を参酌して都道府県の条例によりへき地学校等に勤務する教員及び職員に対してへき地手当を支給すること、へきち学校等の設置者に対する国の補助についてそれぞれ規定されている。